# Фара (Костел)
Фара (словен. Fara) је насеље у општини Костел, која припада Југоисточнословеначкој регији у Републици Словенији.
Насеље је 2019. године имало 39 становника.